# سرخ‌پرک نوک‌سرخ
سرخ‌پرک نوک‌سرخ (نام علمی: Quelea quelea) نام یک گونه از سرده سرخ‌پرک است.